# Ейстейн I (король Норвегії)
Е́йстейн I Магнуссон (1088 — 1123) — король Норвегії з 1103 до 1123 року. Походив із династії Інглінгів.

## Життєпис
Син Магнуса III, короля Норвегії, та Маргарет з шведської династії Стенкілів. Про молоді роки його мало відомостей. Напевно разом з батьком брав участь у військових та державних заходах. Після смерті Магнуса III було запроваджено співволодарювання його синів Ейстейна, Сігурда та Олафа. Втім, у 1115 році Олаф Магнусон помер ще малим, після цього Ейстейн I володарював разом із своїм братом Сігурдом I. Стосунки між ними у цей час залишалися напруженими.
У 1107—1110 роках, на час участі Сігурда I у хрестовому поході, Ейстейн I був фактично одноосібним володарем Норвегії. Він не проводив спочатку агресивної зовнішньої політики, займаючись розбудовою королівства. Ним було засновано монастирі Мункелів у м.Берген, побудовано багато церков. За цей час Норвегія вступила в період економічного та культурного прогресу. Побудовано значний порт в Агденесі неподалік Тронхейму. Особливу увагу Ейстейн приділяв розвитку міста Берген, який перетворився на важливий порт у Північному морі.
Було створено сильне та стабільне королівство. Влада короля Норвегії стало міцною з опорою на церковну організацію. Спираючись на це, Ейнстейн захопив у Швеції важливу область Емтланд.
Помер Ейстейн 29 серпня 1123 року.

## Родина
Дружина — Інгеборга, донька Гутторма, впливового норвезького аристократа.
Діти:
- Марія